# 20.000 Years in Sing Sing
20.000 Years in Sing Sing (bra: 20.000 Anos em Sing Sing) é um filme pre-Code estadunidense de 1932, do gênero drama criminal, dirigido por Michael Curtiz, e estrelado por Spencer Tracy e Bette Davis. O roteiro de Wilson Mizner, Brown Holmes, Courtney Terrett e Robert Lord foi baseado no livro homônimo de 1932, de Lewis E. Lawes, o diretor da real prisão de Sing Sing de 1920 a 1941.
A história foi refilmada pela First National Pictures como "Castle on the Hudson" em 1940, estrelando John Garfield, Ann Sheridan e Pat O'Brien.

## Sinopse
Tommy Connors (Spencer Tracy) é condenado à prisão e vai cumprir sua pena na Penitenciária de Sing Sing, acreditando que seus amigos influentes irão em breve tirá-lo de lá em liberdade condicional. Sua namorada Fay Wilson (Bette Davis) é ferida e o diretor da penitenciária permite que Tommy vá visitá-la com a condição que ele volte na noite do mesmo dia. O problema é que para defender Fay, Tommy se envolve em um assassinato e, se voltar à prisão, pode pegar pena de morte.

## Elenco
- Spencer Tracy como Tommy Connors
- Bette Davis como Fay Wilson
- Arthur Byron como Paul Long, o diretor da prisão
- Lyle Talbot como Bud Saunders
- Grant Mitchell como Dr. Ames, o testador de QI
- Warren Hymer como Hype
- Louis Calhern como Joe Finn

## Produção
Bette Davis gostava de trabalhar com Spencer Tracy e, na verdade, o idolatrava. Os dois queriam fazer outro filme juntos, mas nunca tiveram oportunidade, embora tenham aparecido juntos novamente em uma versão para a rádio de "Dark Victory", em 1940.
Tracy, sob contrato com a 20th Century Fox, foi emprestado para a Warner Bros. para o filme. O papel foi originalmente destinado a James Cagney, mas Cagney estava tendo um de seus muitos mal-entendidos com Jack L. Warner.

## Recepção

### Bilheteria
De acordo com registros da Warner Bros., o filme arrecadou US$ 504.000 nacionalmente e US$ 431.000 no exterior, totalizando US$ 935.000 mundialmente. O retorno lucrativo da produção foi de US$ 701.000.